# Holarua
Holarua ist ein osttimoresischer Suco im Verwaltungsamt Same (Gemeinde Manufahi).

## Geographie

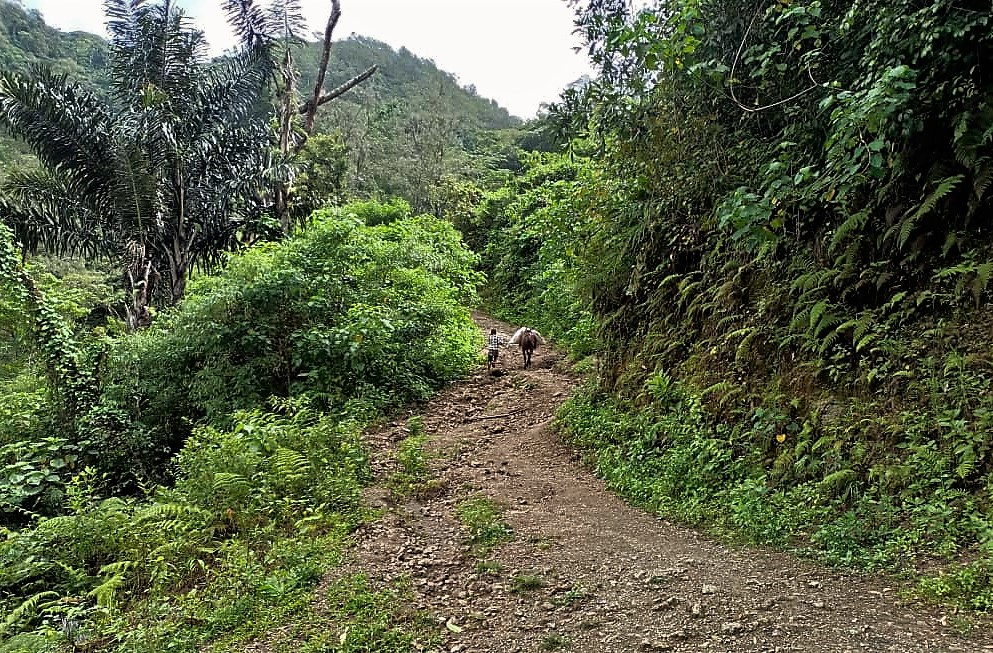
Das Pferd ist noch immer ein wichtiges Transportmittel (2023)

Der Suco Holarua liegt im Norden des Verwaltungsamts Same. Südlich befindet sich der Suco Letefoho und östlich der Suco Tutuluro. Im Norden und Osten grenzt Holarua an die Gemeinde Ainaro mit ihren Verwaltungsämtern Maubisse (Sucos Aituto und Manetú) und Hatu-Builico (Suco Mauchiga). Die gesamte Ostgrenze bildet der Fluss Calihuno, der später Caraulun heißt. Im Westen liegt der Berg Cablac, mit 2085 m, das östliche Ende der Cablac-Berge. Er ist der höchste Gipfel von Manufahi, auch wenn die Berghänge seiner Nachbarn bereits in Manufahi höher führen.
Holarua hat eine Fläche von 58,01 km² und teilt sich auf in die 13 Aldeias Anilumo, Blaro, Carbulau, Datina, Deunai, Fahiluhan, Falitehu, Fatuco, Hatu-Rae, Orema, Russo, Tirilolo und Uru Fu.
Die Überlandstraße von der Gemeindehauptstadt Same nach Maubisse führt quer durch den Suco. An ihr liegen von Süd nach Nord die Orte Holarua, Fatuco (Fatuku), Tirilolo, Carbulau (Carbulai), Datina, Fahiluhan (Tahiluan) und Betuala, der zum größten Teil bereits im Suco Aituto liegt. Im Südosten von Holarua liegen die Dörfer Hatu-Rae (Haturae) und Urufu. Im Nordosten befinden sich die Ortschaften Palitehu, Russo (Russu), Orema, Blaro und Deunai. Neben der Sekundärschule im Ort Holarua gibt es Grundschulen in Fatuco (Escola Primaria Fatuco), Urufu, Carbulai, Datina (Escola Primaria Datina) und Blaro. Datina verfügt zudem über eine medizinische Station. In Dorf Holarua befindet sich der Verwaltungssitz des Verwaltungsamts Same. In der Aldeia Carbulau liegt direkt an der Straße ein durch Aufstauen eines Baches gebildeter großer Swimmingpool, der Erlesu genannt wird (08° 57′ 01″ S, 125° 38′ 59″ O). Er gilt als touristische Sehenswürdigkeit.

## Einwohner
In Holarua leben 7.654 Einwohner (2022), davon sind 3.917 Männer und 3.737 Frauen. Im Suco gibt es 1.252 Haushalte. Knapp 67 % der Einwohner geben Mambai als ihre Muttersprache an. Über 31 % sprechen Tetum Prasa und eine kleine Minderheit Lakalei.

## Geschichte

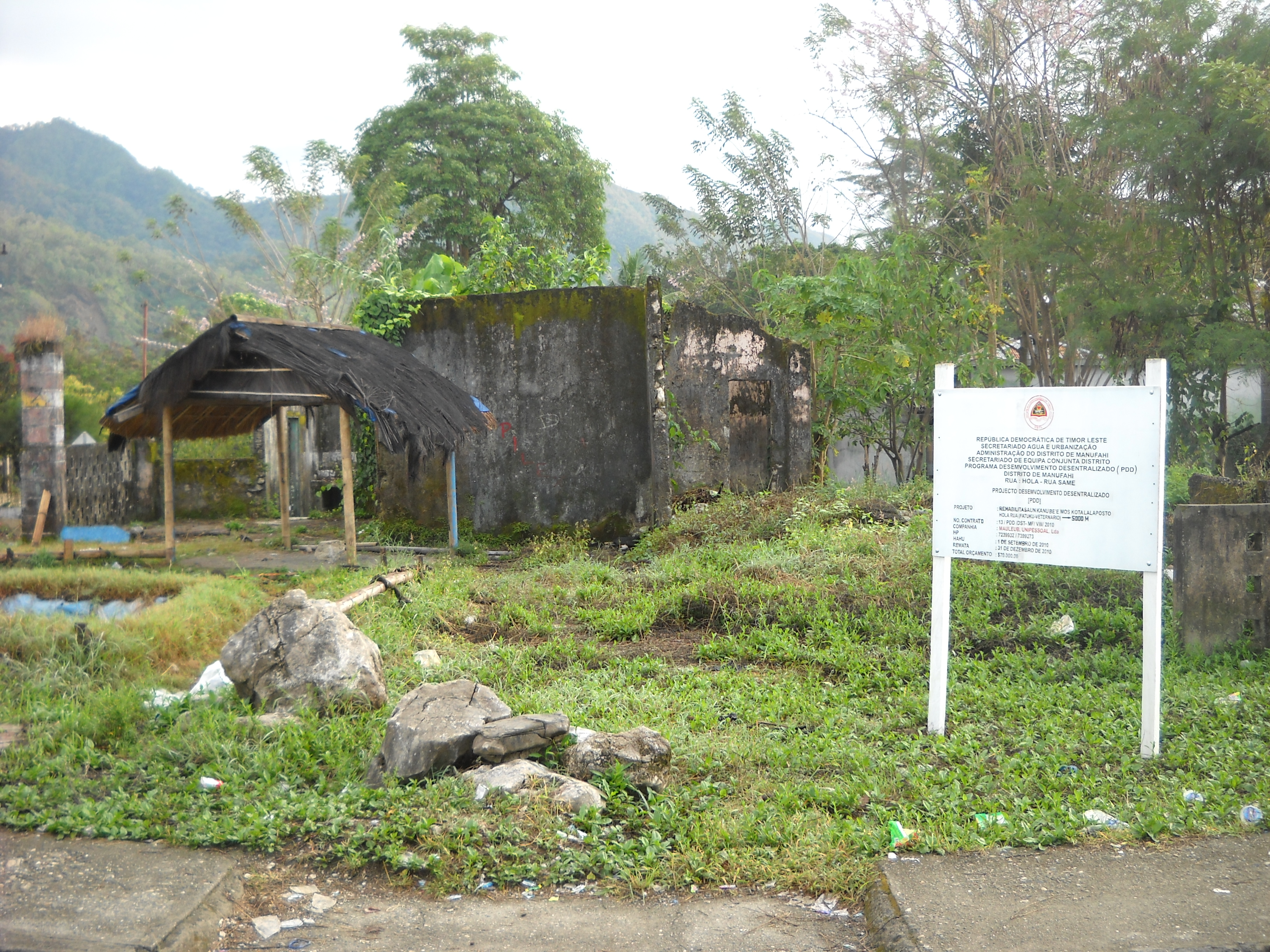
Ruine eines Gebäudes der indonesischen Armee in Holarua, zerstört während der Operation Donner 1999

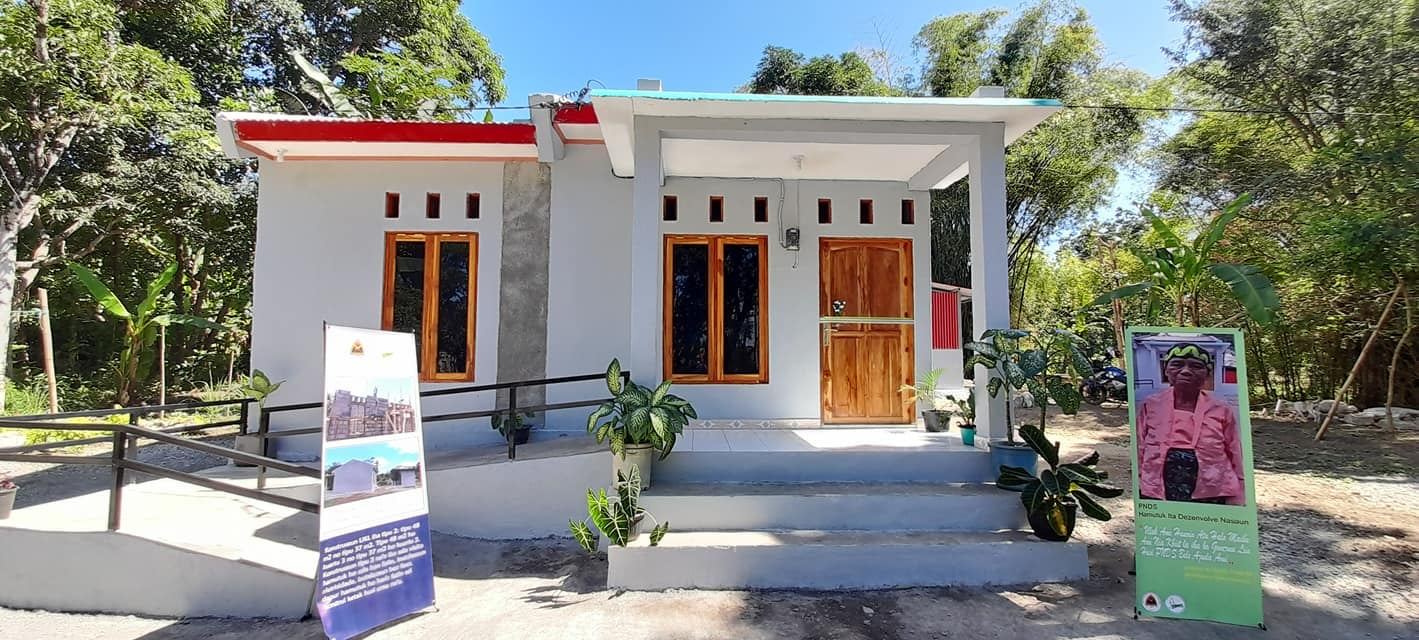
Veteranenhaus in Holarua

Die Cablac-Berge (Cabalaki) war ab 1976 ein Rückzugsgebiet der FALINTIL, die gegen die indonesischen Invasoren kämpfte. Hier gründete sie eine base de apoio, eine Widerstandsbasis, die Zuflucht für Flüchtlinge aus Mauchiga, Same, Letefoho, Aileu und Atsabe bot. Anfang 1979 wurde die Basis von den Indonesiern zerstört. Ende 1979 gab es in Holarua ein indonesisches Lager für Osttimoresen, die zur besseren Kontrolle von den Besatzern umgesiedelt werden sollten.
Am 20. August 1982 kam es zum Cabalaki-Aufstand (Levantamento de Cabalaki) in den Orten Mauchiga, Dare, Mulo (alle Hatu-Builico, Gemeinde Ainaro), Aituto (Maubisse, Gemeinde Ainaro) und Rotuto (Same). FALINTIL-Kämpfer und einige Einwohner aus den Orten griffen dabei mehrere Stützpunkte der Indonesier in der Region an. So die Dare Koramil, Koramil und Polizei in Hatu-Builico und die Hansip (Zivilverteidigung) in Aituto, Rotuto und Raimerhei. Die Indonesier schickten sofort Truppen in die Region. In Dare wurden Häuser niedergebrannt, Schulen geschlossen und Frauen und Kinder dazu gezwungen, Wache in Militärposten zu halten. Außerdem kam es zu Zwangsumsiedlungen, Brandschatzung, Plünderungen und Vergewaltigungen. Die Militärposten wurden in jeder Aldeia der Region errichtet, dazu kamen acht Gemeindeposten um Dare herum. FALINTIL-Kämpfer und ein Großteil der Bevölkerung flohen aus dem Gebiet, manche auch auf die Cablac-Berge.
In Umfeld des Unabhängigkeitsreferendums in Osttimor 1999 kam es zu einer letzten Gewaltwelle durch die indonesische Besatzungsmacht und pro-indonesische Milizen. Zwei Frauen wurden am 17. April in Orema beim Angriff durch Mitglieder der ABLAI-Miliz vergewaltigt. Nach der Abstimmung am 30. August wurden sie bis zum 7. Dezember durch die Milizionäre nach Atambua (Westtimor/Indonesien) verschleppt.

## Politik
Bei den Wahlen von 2004/2005 wurde Geraldo Pinheiro de Araújo zum Chefe de Suco gewählt und 2009 in seinem Amt bestätigt. Bei den Wahlen 2016 gewann João Corte Real.

## Wirtschaft
Die Böden der Region gelten als nicht sehr ertragreich, weswegen es immer wieder zu Nahrungsmittelmangel kommt.

## Persönlichkeiten
- Natalina Ramos Filipe Horta (1929–2018), Unabhängigkeitsaktivistin
- Adriano Corte-Real (* 1946), Unabhängigkeitsaktivist und Politiker
- Guilhermina Marçal (* 1958 in Fatuco), Nonne, Menschenrechtsaktivistin und Unabhängigkeitsaktivistin
- Rosantina de Jesus Marçal (* 1963), Unabhängigkeitsaktivistin aus Batarklau, Aldeia Fahiluhan